# Donatus
Donatus ist ein männlicher römischer Vorname.

## Herkunft und Bedeutung
Der Name stammt aus dem Lateinischen und bedeutet „Der (von Gott) Geschenkte“, analog zum biblischen Vornamen Nathan.

### Varianten
- Donato
- Donatas
- Donata, Donatella (weibliche Varianten)

## Namenstag
- 12. Oktober

## Bekannte Namensträger
Herrscher
- Donatus (Hunne)

Heilige
- Donatus von Arezzo (* um 300 in Nikomedia; † 362), Schutzpatron von Arezzo und zweiter Bischof der Stadt, Märtyrer
- Donatus von Besançon (* um 594; † nach 656), Erzbischof von Besançon, als Heiliger der katholischen Kirche verehrt
- Donatus von Evorea († 387), Bischof in Epirus und Heiliger der katholischen und orthodoxen Kirche
- Donatus von Münstereifel (* um 140 n. Chr.; † vor 180), römischer Heerführer, als katholischer Heiliger verehrt

siehe auch Heiliger Donatus
Weitere Namensträger
Antike und Mittelalter
- Donatus Carthaginiensis, Donatus von Karthago (315–355), Anführer der Donatisten
- Tiberius Claudius Donatus (4. Jahrhundert), Verfasser eines Aeneis-Kommentares
- Aelius Donatus (spätes 4. Jahrhundert), römischer Grammatiker und Rhetoriklehrer
- Donatus von Metz (8. Jahrhundert), Verfasser einer Hagiographie des Heiligen Trudo
- Donatus von Zadar († um 811), Bischof von Zadar
- Donatus de Florentia (2. Hälfte des 14. Jahrhunderts), italienischer Komponist des Mittelalters

Neuzeit
- Thomas Donatus (1434–1504), Patriarch von Venedig
- Donatus von Freywaldt (1586–1640), deutscher Medizinprofessor und Leibarzt
- Donatus von Passau (eigentlich Ägidius Willinger; 1627–1694), deutscher Dominikaner und Prediger
- Donatus Djagom (1919–2011), indonesischer Ordensgeistlicher und römisch-katholischer Erzbischof
- Donatus Edet Akpan (* 1952), nigerianischer Geistlicher und römisch-katholischer Bischof von Ogoja